# Address in Pregroove
Address in Pregroove (auch Address Data in Pregroove und kurz ADIP genannt) ist die Bezeichnung eines Informationsfeldes auf DVD-Rohlingen, in dem Daten über den Hersteller, die Kapazität des Rohlings und die möglichen Schreibgeschwindigkeiten eingetragen sind.
Bei CD-Rohlingen heißt das Feld ATIP.